# Sweet Adeline
Sweet Adeline ist die Verfilmung des gleichnamigen Musicals von Jerome Kern und Oscar Hammerstein II mit Irene Dunne unter der Regie von Mervyn LeRoy in der Hauptrolle. Der Film basiert lose auf dem gleichnamigen Musical von Jerome Kern und Oscar Hammerstein II.

## Handlung
Die Handlung spielt kurz in den späten 1890ern, einer Epoche, die in den USA als die Gay Nineties bekannt war. Adeline Schmidt ist die Attraktion im Hobokener Biergarten ihres Vaters. Sie erfreut die Gäste mit ihrem Gesang und ist in den Komponisten Sid Barnett verliebt. Ihr Vater hält nichts von der Verbindung und warnt seine Tochter eindringlich, sich mit Männern aus dem Showbusiness einzulassen. Adeline macht trotz der Bedenken ihres Vaters Karriere als Sängerin. Am Ende heiratet sie Sid und ihr Vater gibt seinen Segen zu der Verbindung.

## Hintergrund
Irene Dunne war 1934 neben dem Duo Ginger Rogers und Fred Astaire der populärste Star ihres Studios RKO. Die Schauspielerin war 1930 als ausgebildete Sängerin nach Hollywood gekommen, wo sie gleich für ihre zweite Filmrolle in Cimarron 1931 für den Oscar als beste Hauptdarstellerin nominiert worden. In der Folgezeit spielte Dunne hauptsächlich leidgeprüfte Ehefrauen und Geliebte, die für und an der Liebe endlos leiden. Back Street, No Other Woman oder The Age of Innocence präsentierten Dunne immer wieder als Epitom der selbstlosen Frau, was ihr den Beinamen weiblicher Gandhi eintrug. Allmählich löste sich der Star jedoch von diesem Rollenklischee und spielte zunehmend auch Komödien und Gesangsfilmen, so erstmals in Stingaree. Der Erfolg des Films brachte ihr das Angebot von Warner Brothers in der Verfilmung des Broadwaymusicals Sweet Adeline mitzuwirken. Jerome Kern und Oscar Hammerstein II hatten das Stück 1929 für Helen Morgan geschrieben, die durch die Mitwirkung als tragische Mulattin  in Show Boat, einem anderen Erfolg von Kern – Hammerstein, zu Ruhm gekommen war. Sweet Adeline brachte es auf insgesamt 234 Aufführungen und mit dem wiedererwachten Interesse an Filmmusicals kauften Warners die Rechte. Das Musical spielt in den späten 1890ern, einer Zeit, die damals bereits als gute alte Zeit, als Gay Nineties bekannt und verklärt wurde. Unter anderem der Erfolg von Mae West, deren Filme hauptsächlich während dieser Epoche spielten, hatte eine Art von Nostalgiewelle ausgelöst.
Bei der Adaption wurde nahezu die gesamte Handlung umgeschrieben und bis auf drei Lieder auch der gesamte Score herausgenommen. Die meisten Kritiker bemängelten diese Änderungen und fanden die Geschehnisse und die neuen Lieder eher banal.
Irene Dunne sollte bis 1937 noch in drei weiteren Verfilmungen von Kern-Hammerstein Musicals auftreten: Roberta, Show Boat und High, Wide, and Handsome.

## Lieder
Aus dem Repertoire der Bühnenversion wurden nur drei Lieder übernommen:
- Here Am I
- Don’t You Ever Leave Me sowie
- Why Was I Born? übernommen.

Jerome Kern und Oscar Hammerstein II schrieben für die Filmfassung zahlreiche neue Stücke.
Im Verlauf der Handlung sind unter folgende Lieder zu hören:
- The Polka Dot
- There'll Be a High Time in the Old Town Tonight
- Here Am I – Irene Dunne
- We Were So Young – Irene Dunne
- Why Was I Born? – Irene Dunne
- Oriental Moon
- Molly O'Donahue
- Lonely Feet – Irene Dunne
- T'Was So Long Ago – Joseph Cawthorn, Irene Dunne, Phil Regan, Hugh Herbert und Nydia Westman
- Pretty Little Kitty Lee
- Down Where the Wurtzburger Flows
- Don’t Ever Leave Me – Irene Dunne

## Kritiken
Die New York Times fand den Film eher banal.

„Die Ära von falschen Schnurrbärten und Kragen aus Pappe, die zunehmend beliebter wird, seit sich Mae West als Historikerin betätigt, wurde erneut in "Sweet Adeline" geplündert, einer sehr lockeren Adaption der Kern-Hammerstein Musicalromanze von vor fünf Jahren. Wenn Miss West uns davon überzeugt hat, dass die Neunziger tatsächlich fröhlich waren, dann hilft "Sweet Adeline" diesen Eindruck zu relativieren. Es wird aufgezeigt, dass die Dekade auch sentimental, naiv und ein wenig langweilig war [...] Der Film gestattet dem angeregten Zuschauer hauptsächlich Irene Dunne dabei zu lauschen, wie sie ihren unterkühlten und angenehmen Sopran einsetzt [...] Da Miss Dunne das überlegene und beherrschte Auftreten einer Großstädterin aufweist, ist es ein wenig schwer, in ihr die unschuldige Bedienung zu sehen.“

Variety kritisierte die umfangreichen Änderungen gegenüber der Bühnenversion, die dem Film nicht gutgetan hätten:

„[...] abgesehen von dem Umstand, dass das Mädchen trotz der elterlichen Bedenken den Biergarten ihres Vaters in Hoboken verlässt, würden Jerome Kern und Oscar Hammerstein, die das Original geschrieben haben, ihre Addie nicht wiedererkennen.“